# Krivi
Krivi (ukránul: Кривий) falu Ukrajnában, Kárpátalján, a Huszti járásban.

## Fekvése
Huszttól északra, Lipcse mellett fekvő település.

## Nevének eredete
A Krivij helységnév ruszin víznévi eredetű (2008: 210, Кривий потік). A pataknév a rusz.in-ukrán кривий ’ferde, görbe’ melléknév származéka, szabálytalan, kanyargós folyású patakot jelöl.

## Története
Krivij nevét 1865-ben Krive, 1898-ban Krivej (hnt.) néven említették. További névváltozatai: 1944-ben Krivi, Кривый, 1983-ban Кривий, Кривoй.
A falu Lipcse külterületi lakott helye volt, 2020-ig közigazgatásilag is hozzá tartozott.